# Origines secrètes
Pour plus de détails, voir Fiche technique et Distribution.
Origines secrètes (Orígenes secretos) est un film espagnol réalisé par David Galán Galindo, sorti en 2020.

## Synopsis
À Madrid, un tueur en série s'inspire des origin stories des super-héros pour ses crimes.

## Fiche technique
- Titre : Origines secrètes
- Titre original : Orígenes secretos
- Réalisation : David Galán Galindo
- Scénario : Fernando Navarro et David Galán Galindo d'après sa série de romans
- Musique : Federico Jusid
- Photographie : Rita Noriega
- Montage : Leire Alonso et Martí Roca
- Production : Alberto Aranda, Ricardo Marco Budé, Kiko Martínez et Ignacio Salazar-Simpson
- Société de production : In Post We Trust, La Chica de la Curva, Nadie es Perfecto, Quexito Films et Radio Televisión Española
- Pays :  Espagne et  Argentine
- Genre : Action, policier, drame, thriller
- Durée : 96 minutes
- Dates de sortie : 
  - Netflix : 28 août 2020

## Distribution
- Javier Rey : David Valentín
- Verónica Echegui : Norma
- Brays Efe : Jorge Elias
- Antonio Resines : Cosme
- Ernesto Alterio : Bruguera
- Carlos Areces : Galván
- Juanfra Juárez : Ibarra
- Álex García : Javier
- Leonardo Sbaraglia : Paco
- Mario Díaz : Friki Tienda
- Jonathan D. Mellor : Mensajero / Alan / Mago puerta
- Frank T. : Heimdall
- Roman Rymar : Felipe
- Laura Galán : Isabel
- Rodrigo Latorre Muñoz : Toño
- Samuel Romero : Pepe
- Rodrigo Poisón : Capitán GEO

## Distinctions
- Goyas 2021 ; le film a été nommé pour trois prix Goya : meilleur scénario adapté, meilleurs maquillages et coiffures [1].